# SV Wings
SV Wings was een handbalvereniging uit de gemeente Den Haag. De vereniging werd op 2 mei 1938 officieel opgericht. Sinds januari 2016 is SV Wings gefuseerd met SV Hermes tot Wings Hermes Combinatie.

## Geschiedenis
Wings was opgericht op 2 mei 1938 als elfhandbalvereniging. In 1945 kwam er een volleybal- en gymnastiekafdeling bij, die enige jaren hebben bestaan. Op 2 mei 1946 kreeg Wings bij Bisschoppelijke proclamatie het predicaat R.K. voor de naam. Bij de Katholieke Bond werd het eerste herenteam kampioen van Nederland in 1953. Daarna ging men over naar de Algemene Bond. In 1967 verhuisde Wings van de Kijkduinsestraat naar het Stokroosveld. Enige jaren daarna naar het terrein aan de Mozartlaan.
In 2010 werd er een begonnen met een samenwerking tussen SV Wings en SV Hermes onder de naam Wings Hermes Combinatie. Al snel volgde er meerdere teams en uiteindelijk werd in januari 2016 bij een speciale vergadering besloten om de twee verenigingen te laten fuseren onder de naam Wings Hermes Combinatie.
Hellas · Hercules · SOS-Kwieksport · WHC